# ランス・グー

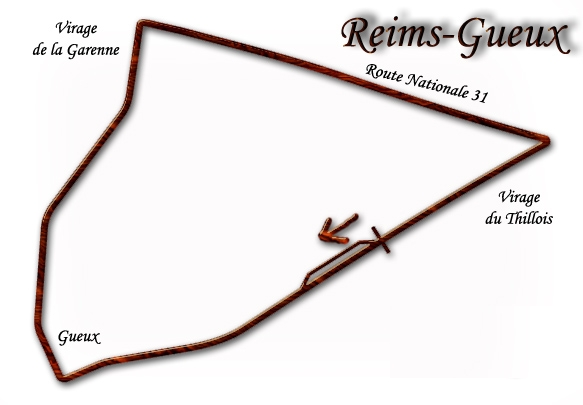
旧レイアウト

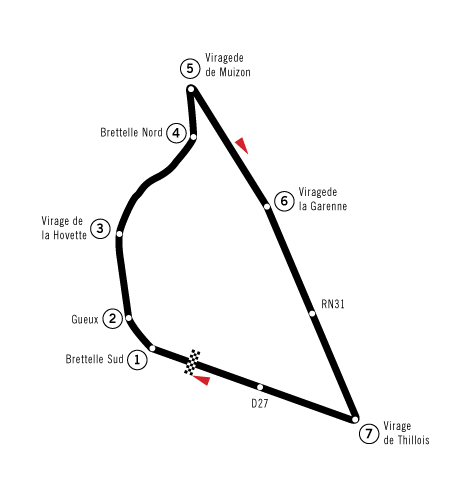
新レイアウト

シルキュイ・ド・ランス＝グー（Circuit de Reims-Gueux）はフランス、ランス郊外の公道を利用したサーキット。1950年から幾度かの休止をはさみ1966年までF1フランスGPが開催された。また、スポーツカーレースのランス12時間レースも開催された。

## 概要

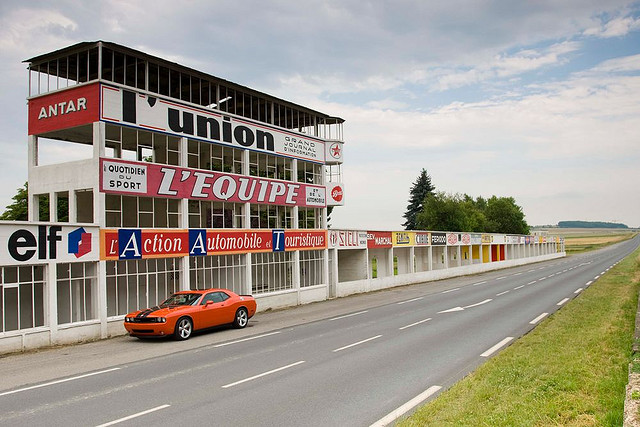
ピット

ランスの西にある田園地帯のブドウ畑の中を走る高速サーキットで、スリップストリームを利用したバトルが展開された。このサーキット建設のために木を切り倒したという話もある。1952年以降はコースレイアウトを変更して、サーキット名もランス (Circuit de Reims) に改められた。
1954年にはグランプリへ復帰したメルセデス・ベンツが高速用ボディのW196をデビューさせ、1・2フィニッシュを達成。1961年には新人のジャンカルロ・バゲッティがF1デビュー戦初優勝を果たした。
1970年にサーキットは閉鎖され、コースは公道へと戻った。グランドスタンドやコントロールタワー、ピットは閉鎖されたときのまま長年放置され荒れ放題だったが、近年、愛好家たちの手により、残されたままのコントロールタワーとピットが閉鎖当時のままに再生されることとなった。また、サーキットとして復活させようとする動きもある。

## コースレイアウト
1926年から1951年に使用されたオリジナルは1周7.838kmで、3ヵ所のヘアピンを頂点とするほぼ三角形のレイアウトだった。北西から南東へ向かう一直線の道路は、普段はルーアンとランスを結ぶ国道31号線（en:Route nationale 31）である。
1952年にはグー (Gueux) へ向かう区間をショートカットし、ピット/グランドスタンドを過ぎた辺りから右へ曲がっていくレイアウトになった。翌1953年には再び改修を行い、全長が7.152kmから8.372kmに延長された。